# Volvo FH
Volvo FH er en serie af lastbiler til fjerntransport produceret af Volvo Trucks. Modelserien kom på markedet i august 1993 som efterfølger for Volvo F10, F12 og F16 efter en udviklingstid på syv år. FH-serien fandtes oprindeligt i versionerne FH 12 og FH 16, begge med samme førerhus. Modelserien blev modificeret i 1998, 2002, 2008 og 2013. I år 2005 blev FH 12 afløst af FH 13 med en ny 12,8-liters motor. Modellen er siden introduktionen blevet bygget i mere end 400.000 eksemplarer.